# Steve Odom (wide receiver 1984)
Steven Michael Odom (Columbus, 23 febbraio 1984) è un ex giocatore di football americano statunitense, che ha giocato come wide receiver.
Dopo aver giocato per la squadra universitaria statunitense dei Toledo Rockets non ha proseguito al carriera nel football americano, ad eccezione della partecipazione al mondiale 2007 con la nazionale che ha vinto il titolo.

## Palmarès
- 1 Mondiale (2007)